# Esperanza (forskningsstation)
Esperanza (Spanska: La Base Antártica Esperanza) är en argentinsk forskningsstation och bosättning i Hope Bay (Bahía Esperanza) på Trinityhalvön, som i sin tur ligger i Graham Land på den Antarktiska halvön. I likhet med chilenska Villa Las Estrellas (vid basen Eduardo Frei) är Esperanza en "civil" station, där barnfamiljer bor permanent. Den förste person som föddes i Antarktis, Emilio Marcos Palma, föddes här 7 januari 1978. Samma år flyttade sju familjer hit, och en skola öppnades. Denna civila bosättning hänger ihop med Argentinas territoriella anspråk på denna del av Antarktis, som även Chile och Storbritannien gör anspråk på.  
Den 24 mars 2015 uppmättes här den då högsta temperatur som någonsin uppmätts i Antarktis: 17,5 °C. Rekordet slogs på nytt den 6 februari 2020, då termometern nådde 18,3 °C.